# 拉溫 (新墨西哥州)
拉溫（英語：Loving）是位於美國新墨西哥州埃迪縣的村。

## 人口
根據2020年美國人口普查的數據，拉溫的面積為3.13平方千米，皆為陸地。當地共有人口1390人，而人口密度為每平方千米444人。